# Sonatines (Koechlin)
Pour les articles homonymes, voir Sonatine (homonymie).
Les Cinq sonatines op. 59 de Charles Koechlin sont un recueil de sonatines pour piano composées en 1915-1916, publié en 1918.

## Composition
Charles Koechlin compose ses Cinq sonatines op. 59 en 1915-1916. Elles sont publiées en 1918 par les éditions Mathot. L'ensemble des cinq sonatines est dédié « à mes enfants ». 
Otfrid Nies relève que « malgré certaines difficultés non négligeables, [elles] s'adressent également aux jeunes pianistes ». Concernant la partition, Koechlin notait : « J'ai éprouvé comme il est difficile d'écrire des œuvres pour les enfants, quand on voudrait à chaque instant ajouter à la pensée des commentaires « d'homme mûr ». Je l'ai surtout remarqué lorsque, pour certaines de mes sonatines, j'ai employé des thèmes que j'avais notés, les ayant entendus chantés par mon fils Jean-Michel. C'est que ces thèmes sont l'expression exacte de son sentiment, instinctivement sortis de lui, — et je sens très bien que ce ne sont pas les miens. Les Sonatines no 1 et no 3 sont sur des thèmes de Jean-Michel ainsi que l'Andante de la Sonatine no 5 ».
La Sonatine no 4 est créée par la pianiste Jeanne Herscher-Clément lors d'une matinée musicale, chez elle, 39 rue Scheffer, le 18 février 1917. La Sonatine no 5 est créée par Marcel Gaveau le 2 décembre 1920 lors d'un concert de la Société musicale indépendante (SMI), salle Pleyel,. Les Sonatines nos 2 et 3 sont créées par Marie Panthès le 16 mai 1922 à la SMI, salle Gaveau,. Quant à la Sonatine no 1, elle n'est créée que bien plus tard, le 12 mars 1949, à l'École normale de musique de Paris, par Marie-Anne Étienne.

## Présentation
Les Cinq sonatines de Koechlin sont en trois ou quatre mouvements :
Sonatine no 1 :
1. Allegro (non troppo) en ut majeur, non mesuré ;
2. Andante (con moto) en mi majeur, non mesuré ;
3. Allegro (moderato) en sol majeur, non mesuré ;
4. Final. Allegro con moto scherzando en fa majeur  non mesuré.

Sonatine no 2 :
1. Molto moderato en ut majeur, non mesuré ;
2. Sicilienne, souple, avec grâce et simplement, en fa majeur, non mesuré ;
3. Andante, très calme en ut majeur, non mesuré.

Sonatine no 3 :
1. Allegro moderato en si bémol majeur, non mesuré ;
2. Assez animé en sol majeur, non mesuré ;
3. Allegretto (assez tranquille) en mode de mi dorien[9], non mesuré ;
4. Final. Allegro con moto en ut majeur, à 
 puis non mesuré.

Sonatine no 4 :
1. Menuet. Moderato en ut majeur, à 
 ;
2. Andante (con moto) en fa majeur, non mesuré ;
3. Intermezzo. Très modéré en la mineur, non mesuré ;
4. Final (en forme de rondo). Allegro non troppo en la majeur, non mesuré.

Sonatine no 5 :
1. Allegro moderato (pas trop vite) en sol majeur, non mesuré ;
2. Andante en la mineur, non mesuré ;
3. Petite fugue. Moderato sans traîner en si mineur, non mesuré ;
4. Final. Allegro con moto en la majeur, non mesuré.

## Analyse
Guy Sacre considère l'« écriture transparente, la métrique souple, comme toujours chez Koechlin ; la barre de mesure, employée de façon fantaisiste et parcimonieuse, n'indique jamais que des phrases, des sections, voire des changements d'humeur ».
La sicilienne de la Sonatine no 2 « doit beaucoup, et même un peu trop, à la fameuse Sicilienne de Fauré (Pelléas et Mélisande) ; elle en retrouve la suavité harmonique, les arpèges liquides, les tours archaïsants ». Koechlin avait réalisé l'orchestration de la musique de scène. Fauré remanie cette œuvre « pour un orchestre plus touffu, en 1901, mais conserve l'orchestration de la célèbre Sicilienne que nous entendons toujours aujourd'hui dans la version de Charles Koechlin ».
La Petite fugue de la Sonatine no 5, « pour être conçue dans les règles, à quatre voix indépendantes, et s'achever dans l'apothéose du majeur, n'en est pas moins touchée d'on ne sait quelle innocence ».
Le philosophe et musicologue Vladimir Jankélévitch mentionne « les Sonatines toutes claires, toutes dominicales, toutes candides de Charles Koechlin » parmi les musiques du matin : « Au sortir des ivresses nocturnes du romantisme, c'est la conscience ironique, sobre, dessoûlée, qui se guérit de l'illusion et entreprend sa grande diète de dépuration et de désabusement ».

## Discographie
- Koechlin : Sonatines, Pastorales, Esquisses, Chants de Kervéléan, 2 CD, Mireille Guillaume (piano), Skarbo DSK 10556, 2001.
- Charles Koechlin : Musique de chambre, SWR Music SWR19047CD, 2017, CD 7, Sonatines nos 2 et 3, Michael Korstick (piano)[17].

### Ouvrages généraux
- Michel Duchesneau, L'Avant-garde musicale et ses sociétés à Paris de 1871 à 1939, Sprimont, Éditions Mardaga, 1997, 352 p. (ISBN 2-87009-634-8).
- Vladimir Jankélévitch, La Musique et les heures : Satie et le matin, Paris, Seuil, coll. « Points » (no 952), 1988 (1re éd. 1957), 294 p. (ISBN 2-02-010188-2 et 978-2-7578-9907-6), p. 9-70.
- Guy Sacre, La musique de piano : dictionnaire des compositeurs et des œuvres, vol. II (J-Z), Paris, Robert Laffont, coll. « Bouquins », 1998, 2998 p. (ISBN 978-2-221-08566-0), « Charles Koechlin », p. 1573-1595.
- François-René Tranchefort (dir.), Guide de la musique de piano et de clavecin, Paris, Fayard, coll. « Les Indispensables de la musique », 1987, 867 p. (ISBN 978-2-213-01639-9, OCLC 17967083), « Charles Koechlin », p. 440-441.

### Monographies
- Aude Caillet, Charles Koechlin : L'Art de la liberté, Anglet, Séguier, coll. « Carré Musique » (no 10), 2001, 214 p. (ISBN 2-84049-255-5).